# ジャック・ベレスフォード
ジャック・ベレスフォード（Jack Beresford、1899年1月1日 - 1977年12月3日）は、イギリス・ロンドン出身のボート（ローイング）選手。
1920年のアントワープオリンピックから1936年のベルリンオリンピックまで5大会連続でメダルを獲得した。1940年の幻の東京オリンピックにも出場予定だったが、中止となり出場できなかった。
アントワープオリンピックのシングルスカルでは、女優グレース・ケリーの父であるボート選手ジョン・ケリー（ジャック・ケリー）と金メダルを争った。
ベルリンオリンピックの開会式ではイギリス選手団の旗手を務めた。
1948年のロンドンオリンピックでは組織委員会の委員を務めた。1960年に大英帝国勲章を受章。
また、父のジュリアス・ベレスフォードもボート選手であり、1912年のストックホルムオリンピックのエイトで銀メダルを獲得している。